# Panärahörner
Panärahörner är en bergstopp i Schweiz.   Den ligger i regionen Imboden och kantonen Graubünden, i den östra delen av landet, 150 km öster om huvudstaden Bern. Toppen på Panärahörner är 3 106 meter över havet, eller 128 meter över den omgivande terrängen. Bredden vid basen är 0,44 km.
Terrängen runt Panärahörner är huvudsakligen mycket bergig. Närmaste större samhälle är Chur, 14,1 km öster om Panärahörner. 
I omgivningarna runt Panärahörner växer i huvudsak blandskog. Runt Panärahörner är det ganska tätbefolkat, med 90 invånare per kvadratkilometer.